# Елизабет фон Бранденбург-Ансбах-Кулмбах
Елизабет фон Бранденбург-Ансбах-Кулмбах (на немски: Elisabeth von Brandenburg-Ansbach; * 25 март 1494, Ансбах, † 31 май 1518, Пфорцхайм) е принцеса от Бранденбург-Ансбах от фамилията Хоенцолерн и чрез женитба маркграфиня на Баден.

## Живот
Тя е дъщеря на маркграф Фридрих II Стари от Бранденбург-Ансбах-Кулмбах (1460 – 1536) и принцеса София Ягелонка от Полша (1464 – 1512), дъщеря на крал Кажимеж IV Ягелончик от Полша. Тя е внучка на Албрехт Ахилес, курфюрст на Бранденбург.
На 29 септември 1510 г. Елизабет се омъжва в Пфорцхайм за маркграф Ернст от Баден (1482 – 1553).
Елизабет е погребана в манастирската църква на Щутгарт.

## Деца
Елизабет и Ернст имат децата:
- Албрехт (* юли 1511, † 12 декември 1542), участва в австрийско-турската война 1541 г. в Унгария и умира на връщане
- Анна фон Баден-Дурлах (* април 1512, † сл. 1579), омъжва се на 11 февруари 1537 г. за граф Карл I фон Хоенцолерн (* 1516, † 8 март 1576)
- Амалия (* февруари 1513, † 1594), омъжва се 1561 г. за граф Фридрих II фон Льовенщайн (* 22. август 1528, † 5 юни 1569)
- Мария Якобея (* октомври 1514, † 1592), омъжва се февруари 1577 за граф Волфганг II фон Барби (* 11 декември 1531, † 23 март 1615)
- Мария Клеофа (* октомври 1515, † 28 април 1580), омъжва се 1548 за граф Вилхелм фон Зулц († 1566)
- Елизабет (* 20 май 1516, † 9 май 1568), омъжва се I. 1533 за граф Габриел фон Саламанка-Ортенбург († декември 1539); II. на 30 юли 1543 за граф Конрад фон Кастел (* 10 юли 1519, † 8 юли 1577)
- Бернхард (* февруари 1517, † 20 януари 1553), маркграф на Баден-Дурлах.